# Haunold
Der Haunold (italienisch Rocca dei Baranci) ist ein Berg in den Sextner Dolomiten. Er ist der höchste Gipfel der Haunoldgruppe und befindet sich südlich von Innichen in Südtirol (Italien). Er hat mehrere Gipfel: Der Hauptgipfel ist 2966 m s.l.m. hoch, der Ostgipfel 2907 m, der Westgipfel 2933 m und der Südgipfel 2860 m.

## Lage und Umgebung
Die vier Gipfel des Haunold werden im Süden durch die Birkenscharte vom Massiv des Birkenkofel getrennt. Folgt man vom Westgipfel aus dem Kamm weiter westwärts gelangt man zum Gantkofel. Gegen Norden fällt der Haunold ins Pustertal ab, gegen Osten ins Innerfeldtal. Richtung Nordosten führt ein Kamm, der im Haunoldköpfl seine letzte markante Erhebung hat. Das gesamte Gebiet ist Teil des Naturparks Drei Zinnen.

## Erschließung
Die Erstbesteigung des Hauptgipfels gelang am 28. Juli 1878 vom Norden her J. Oberschneider, dem im selben Jahr auch zum ersten Mal der Anstieg von Süden her gelang. Die südliche Route stellt heute den Normalweg auf den Gipfel dar. Ausgangspunkt ist die Dreischusterhütte im Innerfeldtal. Kurz vor der Hütte von Innichen her kommend, befindet sich ein Wegweiser. Von Dort führt ein Pfad bis oberhalb der Baumgrenze, dann weglos bis zum Gipfel. Die Bergtour auf den Gipfel dauert ungefähr 4,5 Stunden, im Gipfelbereich ist leichte Kletterei im Schwierigkeitsgrad I zu bewältigen. 
An der Nordflanke des Haunold befindet sich ein Skigebiet.

## Sage
Eng verbunden mit dem Berg ist die Pustertaler Sage vom Riesen Haunold. Dieser war der Sohn eines römischen Feldhauptmannes, der im Kampf gegen die Hunnen getötet wurde. Durch eine List entkam seine Amme mit ihm ins hinterste Villgratental, wo sie von einer Hexe (der „Lottermoidl“) den Rat erhielt, sich bei einer nahen Quelle zu verbergen. Das Wasser dieser Quelle war aber wundertätig, sodass Haunold zu einem Riesen aufwuchs.
Inzwischen hatten die Hunnen Burg Heinfels errichtet und herrschten schrecklich über das Pustertal. Als Herzog Tassilo nun in die Gegend kam und in St. Oswald lagerte, kam eine Abordnung der Bauern zu ihm mit der Bitte, die Hunnenherrschaft zu beenden. Herzog Tassilo belagerte die Hunnenburg, konnte sie aber nicht einnehmen. Auch dem Hunnenfürst gelang es nicht, den Herzog entscheidend zu schlagen, sodass die Entscheidung im Zweikampf fallen sollte. Der Hunnenfürst war aber von so mächtiger Gestalt, dass sich ihm niemand entgegenstellen wollte. Der Herzog schickte also einen Boten zur Quelle Admirabus, um den Riesen Haunold um Beistand zu bitten. An der Mündung des Sextnerbaches in die Drau kam es zum Kampf zwischen Haunold und dem Hunnenfürst, bei der Haunold den Hunnen überwand und ihm eine Rippe herausriss, die heute über dem Tor des Innichner Domes aufgehängt ist.
Herzog Tassilo gründete zum Dank das Kloster Innichen, an dessen Bau Haunold tatkräftig mitwirkte. Die Einwohner von Innichen waren darüber weniger erbaut, da der Riese einen gewaltigen Appetit hatte, sodass sich Haunold bald als Einsiedler zurückzog. Heute schläft er im gleichnamigen Berg und wartet auf den Anbruch der verheißenen Zeit.
Historisch korrekt ist die Gründung des Klosters Innichen durch den Bayernherzog Tassilo sowie dessen Zug durch das Pustertal. Die Überlieferung, Burg Heinfels sei von Hunnen oder Awaren gegründet worden, wird von der modernen Geschichtsforschung nicht bestätigt. Die Rippe im Innichner Dom stammt sehr wahrscheinlich von einem Wollnashorn.

## Etymologie
Der Bergname Haunold ist bereits 1514 belegt. Er leitet sich von einem mittelalterlichen Grundbesitzer namens Hûnold ab, dem die Haunoldwiesen, die Haunoldwälder und das Haunoldtal gehörten. Von diesen Liegenschaften wanderte der Name auf die darüber liegende Bergspitze auf. Die sowohl altmundartlich wie auch schriftlich (etwa im Atlas Tyrolensis) belegte Variante Haunhold blendet das deutsche Wort Unhold und somit einen Verweis auf die Sage vom Riesen Haunold ein.